# شهرستان ارر
شهرستان ارر (به لاتین: Erer Zone) یک منطقهٔ مسکونی در اتیوپی است.